# 米斯特尔巴赫县

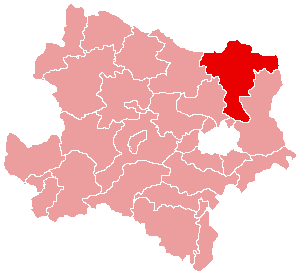
米斯特尔巴赫县在下奥地利州的位置

米斯特尔巴赫县（德語：Bezirk Mistelbach）是奥地利下奥地利州所辖的一个县。总面积1291.3平方公里，总人口72726，人口密度56人/平方公里（2001年）。行政中心位于米斯特尔巴赫。

## 行政区域
米斯特尔巴赫县辖有36个市镇。